# Detlef Berentzen
Detlef Berentzen (Pseudonym: Dr. Feelgood; * 16. Februar 1952 in Bielefeld; † 18. Juli 2019 in Berlin-Schöneberg) war ein deutscher Schriftsteller und Journalist.

## Leben
Berentzen besuchte im westfälischen Bielefeld die Volksschule und anschließend das Ratsgymnasium.
Seit 1971 lebte er, nach kaufmännischer Lehre (Oetker) und ersten Schreibversuchen, dauerhaft in West-Berlin. Dort studierte er Ökonomie und Philosophie, verfasste Kolumnen für Szenezeitschriften, arbeitete in Kinderläden und Kollektiven. Ab 1981 schrieb er für die taz, deren Redaktion und Geschäftsführung er angehörte.
Berentzen war Gründer der Zeitschrift „enfant t.“, die er fünf Jahre lang redaktionell betreute. Seit 1987 als freier Journalist und Autor tätig, hat er seitdem für die Rundfunk- und Fernsehanstalten der ARD Features und Dokumentationen zu Politik, Kultur und Literatur realisiert. Seine Texte liegen in Zeitungen, Zeitschriften und Büchern vor.
Er war Mitglied der Arbeitsgemeinschaft Dokumentarfilm (AG DOK).

## Werke
Bücher
- die taz – Das Buch. Aktuelle Ewigkeitswerte aus zehn Jahren (mit Mathias Bröckers und Bernhard Brugger), Zweitausendundeins, Frankfurt 1989.
- Die Deutschen und ihre Hunde. Ein Sonderweg der Mentalitätsgeschichte? (mit Wolfgang Wippermann), Siedler, München 1999.
- Hermann. Roman. Frankfurt, Dielmann, 2002, ISBN 3-933974-30-5.
- Warum Schlund lieber malen würde. Erzählung. Bielefeld: Pendragon, 2004, ISBN 3-934872-72-7.
- Vielleicht ein Narr wie ich. Peter Härtling; das biographische Lesebuch. Köln: Kiepenheuer und Witsch, 2006, ISBN 3-462-03715-3.
- Blindenführhunde. Kulturgeschichte einer Partnerschaft, Ripperger&Kremers, Berlin 2016, ISBN 978-3-943999-91-4.

Radio-Features
- Hermann, Nachdenken über Deutschland. WDR 1994.
- Fremd bin ich eingezogen ..., Peter Härtling zum 70. Geburtstag. RBB, DLR, SWR 2003.
- Deutschland – aus dem Hut erklärt. SWR 2008.
- SuperNanny goes Kinderladen, 40 Jahre antiautoritäre Erziehung und die Folgen. SWR 2008.
- 30years after, Spurensuche im taz-Gedächtnis. SWR, RBB, WDR, MDR 2009.
- Radio Days, Tonspur einer Nachkriegskindheit. SWR 2009.
- Ich rief ihm nach …!, Versuch den toten Bruder zu finden. SWR 2010.
- Renaissance der Utopien. Zur Aktualität von Ernst Bloch. SWR 2010.
- Der Atem der Worte, Peter Härtling über das Schreiben bis an die Grenzen. SWR 2011.
- Was bleibt? Oder bleibt nichts?, Erich Fried zum 90. Geburtstag. SWR 2011.
- Erinnerungsraum Mähren, Literarischer Streifzug durch Olmütz. SWR 2012.
- Berentzen: Die Kornbrenner-Dynastie – von der Seitenlinie aus betrachtet. SWR 2012.
- Letzte Worte, Rekonstruktionsversuch einer Freundschaft. SWR 2013
- Kinderschatten, Peter Härtling: Frühe Jahre in Sachsen. MDR 2013
- Heimkunft, Besichtigung einer Nachkriegskindheit. SWR 2014
- Geschmack radikaler Lust, Geschichte und Aktualität der Situationistischen Internationale. SWR/WDR 2014
- Was bleibt? Brief an den toten Vater. SWR 2015
- Albtraum Elternabend?. SWR 2016
- Bester Freund des Menschen, Die Deutschen und ihre Hunde. SWR 2017
- Die Erschießung Benno Ohnesorgs am 2. Juni 1967. SWR 2017
- Utopia, Die Insel als Idealstaat bei Thomas Morus, SWR 2017
- Taskforce gegen Heimkarrieren, Multisystemische Therapie (MST). SWR 2017
- Mitdenken! Mitbestimmen!, Über Demokratische Schulen. SWR 2018
- Die 68er: Raus aus der Bildungskatastrophe!. SWR 2018
- Die Zeit, die dir noch bleibt – Das Alter und seine Philosophien. SWR 2018
- Schullandheime, Lernen ohne Klassenzimmer. SWR 2018
- Schultheater, Bühne fürs Leben. SWR 2019
- Update 40.0 Die „tageszeitung“ im Zeitalter der Digital Natives. SWR, WDR 2019

TV-Feature
- Der Deutsche Schäferhund, 100 Jahre zwischen Gut und Böse, (Kamera: Frank Reinhold). WDR/ORB 2000